# 赤間義洋
赤間 義洋（あかま よしひろ、1916年12月2日 - 2000年5月27日）は、日本の経営者。三菱信託銀行社長を務めた。富山県出身。

## 経歴
1941年に東京帝国大学経済学部経済学科を卒業し、同年に三菱信託銀行に入行。1962年11月に取締役に就任し、1965年5月に常務、1969年5月に専務、1970年11月に副社長を経て、1971年10月には社長に就任。1978年9月に会長に就任し、1982年6月には相談役に就任。
1973年9月に藍綬褒章を受章し、1988年4月に勲二等旭日重光章を受章。
2000年5月27日に肝不全のために死去。83歳没。